# Georg Friedrich Strass
Georg Friedrich Strass, také Georges Frédéric Strass (29. května 1701 Wolfisheim – 22. prosince 1773 Paříž), byl alsaský klenotník.
Vyučil se u Abrahama Spacha ve Štrasburku. Pracoval v závodě Madame Prévotové v Paříži a v roce 1734 obdržel titul královského klenotníka. Vynalezl levnou napodobeninu diamantu, které dostala podle něj název štras. Používal k ní kompoziční sklo, které obohatil bismutem a thalliem pro vyšší hodnotou lomu světla a barvil pomocí kovových solí. Díky této technologii se podařilo nasytit dobovou poptávku po diamantových špercích.
Byl pohřben na protestantském hřbitově Port-au-Plâtre v Paříži. Je po něm pojmenováno náměstí ve Štrasburku.